# 피피누스 카를로마누스

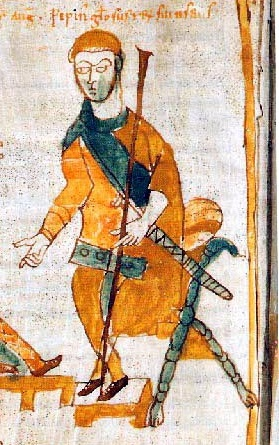
피피노 카를로만
(829년~836년경 에버하르투스 프리울리의 명으로 가톨릭 사제가 작성한 풀다 연대기 사본의 10세기 모사본)

피핀(독일어: Pippin, 771년 4월 3일 ~ 810년 7월 8일) 또는 피핀 카를로만(영어: Pipin Carloman)은 카롤링거 왕조 출신 이탈리아의 군주이다. 피피노 카를로마노(이탈리아어: Pipino Carlomanno) 또는 롬바르디아의 피핀(Pippin of Lombarda), 이탈리아의 피핀(Pépin d'Italie, Pipino d'Italia)이라고도 불린다. 프랑크 왕국의 왕 카롤루스 대제의 둘째 아들이며 780년 4월 15일 로마 교황의 축성을 받은 뒤 롬바르드 왕에 봉해졌다. 그는 아버지 카롤루스 대제와 함께 이탈리아로 가 교황 하드리아노 1세로부터 축성받은 뒤, 롬바르드의 왕이 되고 철제 왕관을 받았다. 출생 당시 그의 본명은 카를로만이었지만, 축성을 받으면서 아버지 샤를마뉴에 의해 피핀으로 개명되었다. 따라서 이복형 곱사등이 피핀과의 구분을 위해 피피노 카를로만이라 부른다.
781년부터 밀라노에 체류하면서 그는 아버지 샤를마뉴의 대리 통치자 겸 군사지도자로 활동하였다. 787년 외척 바이에른 공작 타실로 3세에 대한 원정에 출정하고 791년부터 796년에는 아바르 족과의 전쟁에 참전하였다. 797년에는 바이에른 공략에 출정하였고, 799년에는 롬바르드로 들어온 슬라브 족을 쫓아내고 아버지 카롤루스 대제와 함께 작센 족 원정에 참전했다. 카롤루스 대제는 자신의 사후 피피노에게 알레만니와 바이에른을 물려줄 계획이었지만 피피노는 부왕보다 먼저 사망하였다. 810년 베네치아 원정에 출정했다가 실패하였으며, 베네치아에서 얻은 풍토병과 신장질환으로 7월 8일 밀라노에서 사망하였다. 피피노의 서자였던 베른하르트의 서자 피핀의 후손들은 다른 카롤링거 왕조가 단절된 뒤에도 13세기까지 후손을 유지하였다.

## 생애

### 출생과 초기 생애
771년 4월 3일 또는 773년에 아헨에서 태어났던 피피노의 원래의 이름은 카를로만이었다. 유럽의 아버지로 불리는 신성로마제국의 초대황제인 카롤루스 대제(일명 샤를마뉴, 715-768)와 세 번째 부인 히스파니아의 힐데가르트(Hildegarde Hispynia) 혹은 빈츠가우의 힐데가르트(Hildegarde Vintzgau) 사이에 태어난 첫 번째 아들이고 곱사등이 피핀에 이어서 차남이다. 히스파니아와 알레만니아의 백작 빈츠가우의 게롤드와의 엠므 폰 알레만니아의 딸인 모후 히스파니아의 힐데가르트를 통해 알레만니 족의 혈통을 일부 물려받았다.
그가 태어날 무렵 아버지 카롤루스 대제는 삼촌 카를로만 2세에게 협력했던 롬바르디아 왕국과 전쟁을 하였다. 773년 9월 프랑크 족 군대는 롬바르드 왕국의 수도를 포위하였고 774년 6월 4일 데시데리우스를 축출하고 롬바르드 왕국을 장악했다. 롬바르디아는 7년 뒤 피피노 카를로만에게 주어졌다.
피핀의 외모에 대한 기록은 나타나지 않으나, 829년~836년경 이탈리아의 로마 가톨릭 사제가 에버하르투스 프리울리의 명으로 작성된 풀다 연대기 사본에 그의 모습이 나타나 있다. 풀다 연대기의 그림 중 아버지 카롤루스 대제가 오른편에 앉아 있고, 왼편에는 칼을 차고 지팡이를 짚고 앉아있는 피피노 카를로만, 아래 쪽에는 왜소한 체구에 꼽추병을 앓는 이복 형 곱사등이 피핀이 앉아있는 모습이 묘사되어 있다.
아버지 카롤루스 대제는 친척이기도 한 코르비에의 코르비에 대수도원의 원장 아달하르트(Adalhard)에게 그의 교육을 맡겼고, 나중에는 또다른 사촌인 라이체나우의 발도(Waldo de Reichenau)와 로트칠드(Rotchild)에게 어린 피피노 카를로만의 교육을 맡겼다.

### 축성과 롬바르드 왕

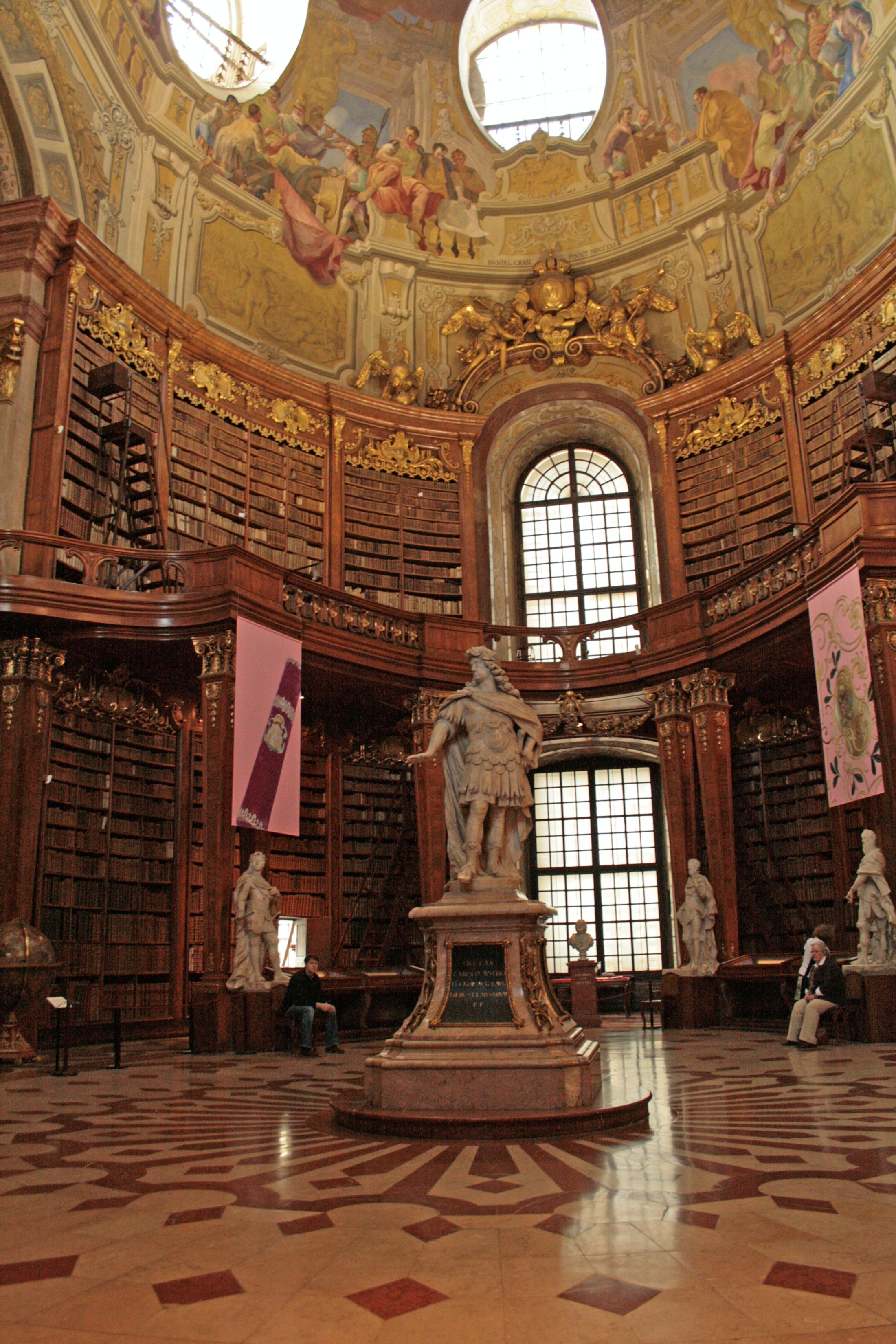
호프부르크 프룬카셀의 법률도서관

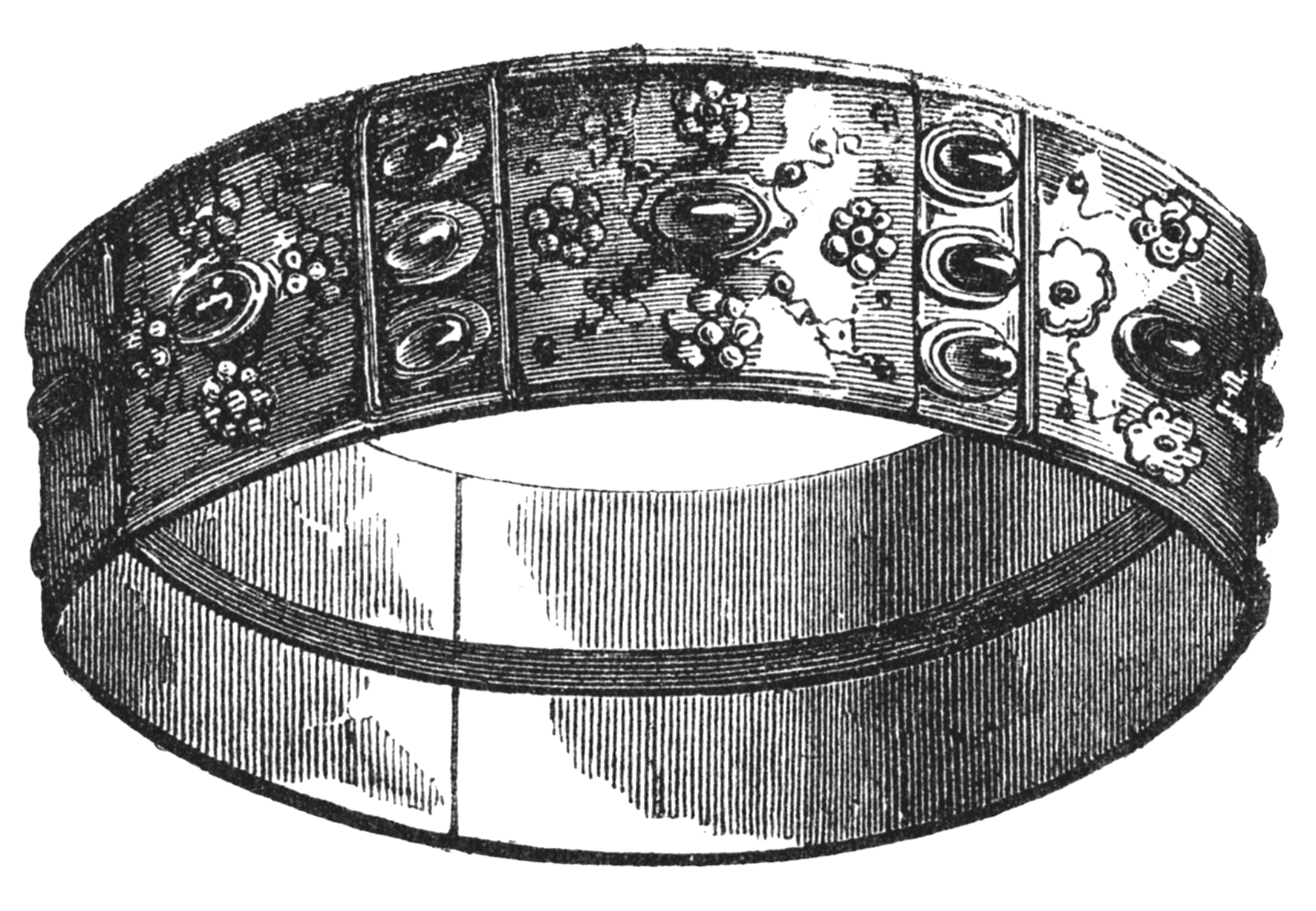
몬차 대성당안에 보관되어있는, 랑고바르드 철왕관

어린 시절의 행적과 기록은 전하지 않는다. 780년 4월 아버지 카롤루스 대제에 의해 롬바르디아의 분국왕(Rex Langobardorum)에 책봉되고, 781년 봄 아버지 카롤루스 대제에 의해 동생 경건왕 루트비히와 함께 알프스산맥을 넘어 그해 4월 15일 로마로 가 로마 교황의 축성과 기름부음 세례를 받았다. 그의 첫 이름은 카를로만이었는데, 교황 하드리아노 1세에게 세례받을 당시에도 카를로만이라는 이름으로 축성받았다. 이어 아버지 카롤루스 대제로부터 롬바르디아의 왕에 다시 임명되었다. 781년 4월 15일 로마 교황 하드리아노 1세는 그에게 직접 기름부음 세례식을 행한 뒤, 역대 롬바르드 왕국의 국왕들이 쓰던 철왕관을 씌워 주었다. 이때 샤를마뉴는 그에게 피핀이라는 이름을 붙여주었다. 그러나 카롤루스 대제의 큰아들과 구별하기 위해 피핀 카를로만, 피피노 카를로만 혹은 이탈리아의 피피노라는 이름으로 부르게 된다. 780년 이복 형 곱사등이 피핀이 황태자 자리를 박탈당하고 만다.
바로 샤를마뉴는 동생 루트비히를 데리고 돌아갔고, 그는 롬바르디아 밀라노에 남겨져 롬바르디아 왕으로 체류하였으며, 카롤루스 대제는 곧 안길베르트와 측근들을 파견하였다. 얼마 뒤 아버지 카롤루스 대제는 친척이기도 한 코르비에의 아달하르트(Adelhardo di Corbie)를 그의 후견인으로 지정, 이들을 이탈리아로 파견하였다. 그는 아달하르트 등의 보호하에 파비아에 거주하였다. 코르비에 수도원장이기도 했던 아달하르트는 카롤루스 대제의 삼촌 베른하르트 공작의 아들이었다. 부왕 샤를마뉴는 그에게 롬바르디아의 전통적 정책을 계승하는 역할이 아니라, 자신이 맡을 수 없는 영토에 대한 대리 방어 권한만을 그에게 위임하였다. 카롤루스는 곧 이탈리아의 왕궁에 안길베르트 등의 비서를 보내주었다.
피피노 카를로만은 아버지 샤를마뉴의 정책으로 무료 법률, 재판을 위한 프랑크 왕국의 법률도서관(Hofbibliothek)을 롬바르디아에 도입, 설치하였다.
피피노 카를로만의 통치기간 중에 알레만니아에서 주민들이 이탈리아로 이주했는데 대부분 밀라노와 파비아, 코모(Como)부터 레코(Lecco), 파르마, 루카, 피아첸차 주변에 정착했다. 이때 알레만니아의 주민 3분의 1 가량이 이주했다고 보는 견해도 있다. 이들 알레만니아인은 피피노 카를로만을 따라 전투에 출정한 장교와 군인들이었다.

### 정복 활동
787년부터 아버지 카롤루스 대제의 바이에른을 공략, 바이에른 공작 타실로 3세를 폐위시키기 위한 원정에 참여하였다. 이때 아버지 샤를마뉴는 아우구스부르크의 소부대를 지휘했고, 피피노는 동행하여 알레만니아족 부대를 이끌었다. 그밖에 다른 아우스트라시아인들, 작센 족, 튀링겐 족 등으로 구성되었다. 피피노는 세번째 부대의 선두에 서서 아디제 협곡을 올랐다. 타실로 3세는 싸움 없이 항복하고 말았다.
788년과 799년 이스트라반도를 정복하고 되돌아왔다. 791년 피피노 카를로만은 롬바르드 군대를 이끌고, 아버지 카롤루스 대제의 프랑크 왕국 군사와 함께 행진, 드라바 계곡과 판노니아 평원을 공격하여 아바르족, 프리기아족 및 소수의 게르만 제부족을 정벌했다. 피핀은 다뉴브강가에 있던 아바르 족을 외부로 쫓아내고 그들의 영토를 빼앗았다. 피피노가 다뉴브강가에서 아바르 족을 상대할 당시 아버지 샤를마뉴는 작센 족의 반란을 진압하러 잠시 떠났다가 되돌아왔다. 이때 피피노는 아바르 족의 수도를 두번 점령하였다. 아바르 족과의 전쟁은 796년까지 자주 발생하였으나 그때마다 피피노는 아바르 족 토벌에 출정하였다.
792년에는 다뉴브강 바르 지역 근처에서 벌어진 색슨족의 반란을 토벌하였다. 피피노는 프리울리의 에릭 공작과 함께 색슨족을 공격, 승리하였다. 이때 획득한 전리품은 아헨 궁정에 전시되었다가 병사들에게 나눠주는 한편, 잉글랜드의 메르시아의 국왕 오파 등에게도 보내졌다. 792년에는 롬바르드 왕국의 롬바르드인 왕조의 멸망 이후, 롬바르드의 영향력에서 벗어난 베네벤토 공국이 프랑크 왕국의 종주권을 거부하였다. 793년 피피노 카를로만은 베네벤토 공국을 친히 공략하여 복속시켰다. 베네벤토 공작 그리모알드 3세(Grimoald)는 롬바르디아 왕국의 왕 데시다리우스의 외손자뻘 되는 인물로, 774년 프랑크 왕국에 인질로 왔다가 787년 8월 26일 아버지 아델기스 2세와 형이 연이어 죽자 귀국하여 공작이 되었다. 그리모알드 3세는 프랑크 왕국의 종주권을 인정하고 자치권을 받았지만, 종종 프랑크 왕국의 권위에 도전하였다. 데시데리우스의 친아들로 동로마 제국으로 망명해 있던 아달기스가 군사를 이끌고 쳐들어오자 피피노는 스폴레토의 힐데브란트 등과 함께 이를 물리쳐서 패퇴시켰다.
795년과 796년에는 아바르 족이 판노니아 평원에 만든 도시인 링을 공격하여 함락시켰다. 이때 그는 아바르 족이 게르만 민족의 대이동의 혼란기부터 약탈로 모은 재물과 보석을 전부 탈취하고 돌아왔다. 796년 중엽에는 롬바르드의 군대를 이끌고 스페인에 출몰하는 아바르 족과 싸웠다. 797년 그는 바이에른 공략에 참여하였고, 같은 해 바이에른족과 롬바르디아족 연합군을 이끌고 프랑크 왕국의 동부 국경지대를 침략한 슬라브족을 몰아냈다. 동시에 슬라브족의 땅으로 진격하여 황폐화시키고 귀환했다. 799년 슬라브족이 롬바르드를 침략하자, 다시 말머리를 돌려 슬라브 족과 교전해서 이탈리아 밖으로 축출하였다. 799년에는 프랑크 왕국 동부에서 벌인 작센족의 소규모의 반란을 진압하였다. 800년 그는 이탈리아를 침략한 무어인들을 베네벤토 근처에서 몰아냈다.
800년 무렵 그는 롬바르디아의 베로나주교 라톨드의 베로나 산 제노 마조레 성당 재건축을 지원하였다. divinum amorem et reventiam에 의하면 피피노 카를로만은 베네딕토회 수도사이기도 한 베로나의 라톨드의 건의를 받아들여 성 제노의 시신이 누추한 교회에 안치될수 없다고 보고, 성당의 재건축을 지시하였다. 803년 아바르족 원정에 출정하여 최종적으로 아바르족을 정복하고 되돌아왔다. 806년 12월 8일 베로나 산 제노 마조레 성당이 완공되고 이듬해 5월 21일 성 제노의 시신은 다시 마조레 성당 내의 대성당으로 옮겨졌다.
809년부터 810년에는 군사를 이끌고 무어 족 이교도들과 바이킹 등을 축출한다는 명분으로 베네치아를 병합하려고 베네치아를 공략했으며, 6개월간의 공방전 끝에 베네치아를 굴복시켰다. 당시 베네치아 공국은 롬바르디아로부터 독립했다고도 하고, 동로마 제국에 종주권을 인정하고 속국으로 있었다고도 한다. 또, 일설에 의하면 이때 피피노는 베네치아를 공략하지 못하고 달마티아로 이동하여 케팔로니아의 총독 파울로가 이끌고 온 동로마 제국 함대를 만나 그를 설득, 협상을 시도했다고도 한다. 니케포루스는 샤를마뉴가 피피노를 프랑크 왕국의 대사 자격으로 파견되었다고 보았다. 베네치아 공방전을 끝내고, 바로 군사를 이끌고 코르시카 섬에 있던 무어인도 외부로 추방하였다. 베네치아의 원정 덕분에 카롤루스 대제는 나중에 동로마 제국과 유리한 조건으로 협상할 수 있게 되었다. 한편 810년 이스트리아(Istrie), 달마티아(dalmates)와 베네치아의 일부 섬들을 수중에 넣었지만 곧 동로마 제국에 양보하였다. 그러나 그의 공략으로 베네치아 공국의 도제로 친프랑크왕국파였던 오베레이오는 분노한 베네치아 주민들에 의해 축출당했다. 그러나 원정 도중 피피노는 황폐화된 습지에서 전염병에 걸려 신장 질환을 앓게 되었고, 그의 이스트리아와 달마티아 해안 도시 원정과 베네치아 정복전쟁은 실패로 끝났다. 동시에 롬바르디아 귀족 빌리하르 공작을 굴복시키는데도 실패했다.

### 베네치아 원정 실패와 최후

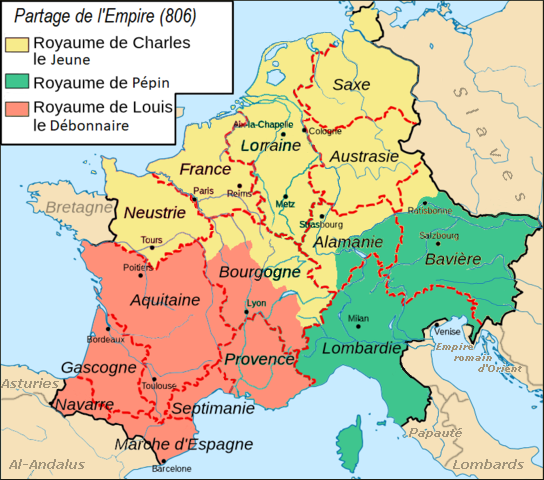
806년 2월 6일 티옹빌 칙령에서 피피노 카를로만의 영토로 지정된 지역 (초록색)

804년 아버지 샤를마뉴는 가장 반항적이었던 베네치아에 현지인 출신 오베레이오(Obelerio degli Antoneri)를 총독으로 임명했다. 그러나 베네치아 내에 반(反) 프랑크 여론은 계속되었다. 810년 피피노는 직접 군사를 이끌고 베네치아를 공략했다. 오베레이오는 피피노의 군대를 영접할 준비를 했지만, 이때 성난 베네치아의 시민들은 오베레이오를 총독직에서 축출하여 도주하였다. 피피노는 6개월간 베네치아를 포위했지만, 피피노의 군대는 현지의 풍토병과 말라리아, 갈증, 군량미가 떨어지면서 발생하는 체력저하와 열병 등으로 사상자가 계속 생겨 결국 피피노는 밀라노로 퇴각할 수밖에 없었다.
806년 2월 6일 아버지 샤를마뉴는 티옹빌 칙령을 내려, 영토를 분할할 계획을 세우고 자신이 죽으면 피피노에게 이탈리아와 바이에른 및 카린타니아(오늘날의 케른텐), 그리고 알레만족의 영토를 물려주기로 정했으나, 피피노는 베네치아 원정 기간 중 걸린 병으로, 밀라노로 돌아간지 얼마 안되어 아버지 샤를마뉴보다 먼저 죽게 된다.
806년 피피노는 동로마의 니키포로스 1세와 조약을 체결, 지원군을 파병받았다. 807년 여름 콘스탄티노플에서 보내준 동로마 군대는 809년 초, 케 팔로니아에서는 또 다른 함대를 베네치아 해역으로 보내주었다. 그러나 이는 정식 조약 체결이 아니었고, 동로마 군대는 곧 빠져나가 피피노는 고전하게 된다.
810년 초 피피노 카를로만은 코르시카에 상륙한 무어인을 치기 위해 군사를 이끌고 갔으나, 실패하고 곧 퇴각해야 했다. 그는 죽음을 예감하고 피에트라세카(Pietrasecca)에 자신이 안치될 장소를 준비하고, 성곽을 쌓게 했다. 810년 피피노는 동로마 제국의 속령인 이스트리아(Istria), 달마티아(Dalmatia) 원정에 참여, 이들 도시를 공략하고 베네치아 공략을 준비하던 중, 인근 습지에서 병사들과 함께 풍토병에 감염되었다. 퇴각하여 밀라노로 가서 병석에 누웠다가, 810년 7월 8일 밀라노에서 신장 질환과 말라리아로 추정되는 병으로 세상을 떠났다. 그의 신장 질환이나 말라리아는 810년 6개월간 베네치아를 공략하던 중 그해 7월 무렵에 걸린 전염병이 원인으로 보고 있다. 시신은 밀라노 또는 베로나의 성 제노 마조레 대성당(Basilica di San Zeno Maggiore)에 안치되었다. 그가 안치된 석관은 언제 이동되었는지 모르나, 2010년 기준으로는 성당 밖 잔디에 있다.
부인 쿠니군데 사이에 난 아들 혹은 서자인 베른하르트 1세(797-818)에게 이탈리아의 왕을 물려주었다. 또다른 부인은 카를 마르텔의 딸 알다와 오툉의 테오도리히의 손녀이자, 기욤 드 툴루즈의 딸 베르타였다. 그에게는 다른 첫 아들이 있었지만, 그는 할아버지인 샤를마뉴가 사망하기 이전에 요절하였다. 서자였던 베른하르트 외에도 아델라이드(Adelaide, 798~?), 곤트라다(Gontrada 800~?), 베르타(Berta 800~?), 테오드라다(Theodrada 800~?) 등의 딸이 있었다. 피피노의 아들 베른하르트는 롬바르디아의 왕위를 계승했지만, 후에 숙부 루트비히 1세의 제국 상속령에 반발하여 저항하다가 땅도 빼앗기고, 루트비히에 의해 장님이 되어 눈을 실명하였다.

### 사후
피피노 카를로만이 죽고 811년 이복 형 곱사등이 피핀, 동생 소 샤를 등도 연이어 사망하여, 그에게로 돌아갈 예정이었던 이탈리아와 알레만니 등의 영지는 결국 동생 루트비히 경건왕에게로 넘어가게 되었다. 814년 제국 전체를 물려받은 동생 경건왕 루트비히는 암암리에 피피노의 아들 혹은 서자인 베른하르트와 갈등하게 되었다. 피피노의 아들 베른하르트는 결국 818년 경건왕 루트비히의 상속령에 반발했다가 루트기히에 의해 반역으로 몰려 죽게 되고, 영토는 루트비히의 아들 로타르 1세에게로 가게 된다.
피피노의 아들 혹은 서자였던 베른하르트의 서자인 피핀은 베르망두아 백작 가문을 세워 13세기까지 명문가문을 유지한다. 손자 피핀의 후손들은 다른 카롤링거 왕조가 단절된 뒤에도 13세기까지도 직계 후손이 이어졌다.
베로나의 이름미상의 시인이 지은 아바르 전쟁의 승리의 왕 피핀의 노래(Rythmus or Carmen de Pippini regis Victoria Avarica)는 그가 아바르 족 원정에서 승리한 것을 축하하는 작품이다.

## 가계
796년 이전에 결혼 한 그의 첫 부인의 이름은 정확하지 않으나 클로타이스(Chrotais) 또는 루아델하이트(Ruadlheid)로 추정된다. 그밖에 이름이 전하지 않는 작센 족 출신 첩과 바이에른 족 출신 첩이 몇명 더 있었다.
- 부친 : 카룰로스 대제 또는 샤를마뉴(740 혹 742-814)
- 계모 : 이멜트루다
  - 형 : 곱사등이 피핀(768? - 811)
- 계모 : 데시데리아, 랑고바르트의 왕 데시데리우스의 딸
- 친모 : 히스파니아의 힐데가르트(750? ~ 783)
  - 동생 : 청년왕 샤를(772~811), 프랑크의 샤를 2세, 소샤를이라고도 부름
  - 동생 : 로타르(태어나자 마자 죽음, 루트비히 1세의 쌍둥이 형)
  - 동생 : 루트비히 1세(778-840), 신성로마황제(814-840), 동프랑크의 왕(814-840), 경건왕(자비왕)
  - 누이 : 아델라이드
  - 누이 : 베르타, 샤를마뉴의 궁정시인 앙겔베르트와 결혼
- 왕후 : 클로타이스(Chrotais) 또는 루아델하이트(Ruadlheid)
- 왕후 : 파르마의 쿠니군데(Cunigunde of Parma) - 베른하르트의 손녀이자 샤를마뉴의 측근인 베른하르트 2세의 딸
  - 아들 : 이름 미상, 814년 이전 사망
  - 딸 : 아델라 또는 아델하이트(Aeda or Adelais, 798년 ~ ?)
  - 사위 : 빌룽(Billung), 작센 공작(Princeps in Saxon)
    - 외손녀 : 오다(Oda, 806년경~903년)
    - 외손녀사위 : 리우돌프 (Liudolf, 805년경/820년경 ~ 866년 5월 11일/12일)

  - 사위 : 람베르트 1세(Lambert I of Nantes, 836년)
    - 외손자 : 귀도 1세(Guy I of Spoleto)

  - 딸 : 아둘라(Adula, 800년 ~ 810년 이후)
  - 딸 : 군트라다(Guntrada, 800년 ~ 810년 이후)
  - 딸 : 쿠네군다(Gundrada)
  - 딸 : 베르타(Bertha, ? ~ 810년 이후)
  - 딸 : 테오도라다(Theotrada, ? ~ 810년 이후)
  - 사위 : 람베르트 2세(Lambert II of Nantes, 852년 사망) - 낭트백작 람베르트 1세의 전처 이타(Itta) 소생
- 왕후 : 툴루즈의 베르타 - 기욤 드 툴루즈의 딸
- 첩 이름 미상
  - 서자 베른하르트
  - 서자부 레온의 쿠니군데(Cunigunda of Laon)
    - 서손자 피핀 2세 - 헤르베르터 왕조의 시조

## 참고 자료
- Christian Settipani, La Préhistoire des Capétiens (Nouvelle histoire généalogique de l'auguste maison de France, vol. 1), Villeneuve d'Ascq, éd. Patrick van Kerrebrouck, 1993, 545 p. (ISBN 978-2-95015-093-6), p. 211-2
- Bernhard von Simson: Pippin (Unterkönig in Italien). In: Allgemeine Deutsche Biographie (ADB). Band 26, Duncker & Humblot, Leipzig 1888, S. 162–164.
- Rudolf Schieffer: Pippin. In: Neue Deutsche Biographie (NDB). Band 20, Duncker & Humblot, Berlin 2001, ISBN 3-428-00201-6, S. 472 (Digitalisat).
- Bernd Schneidmüller: Pippin (Karlmann), König von Italien (781-810). In: Lexikon des Mittelalters (LexMA). Band 6, Artemis & Winkler, München/Zürich 1993, ISBN 3-7608-8906-9, Sp. 2171.

## 같이 보기
- 밀라노
- 랑고바르드 왕국

| 전임 샤를마뉴 | 롬바르디아의 왕 781년 - 810년 | 후임 샤를마뉴 |